# Daniel Hopfer

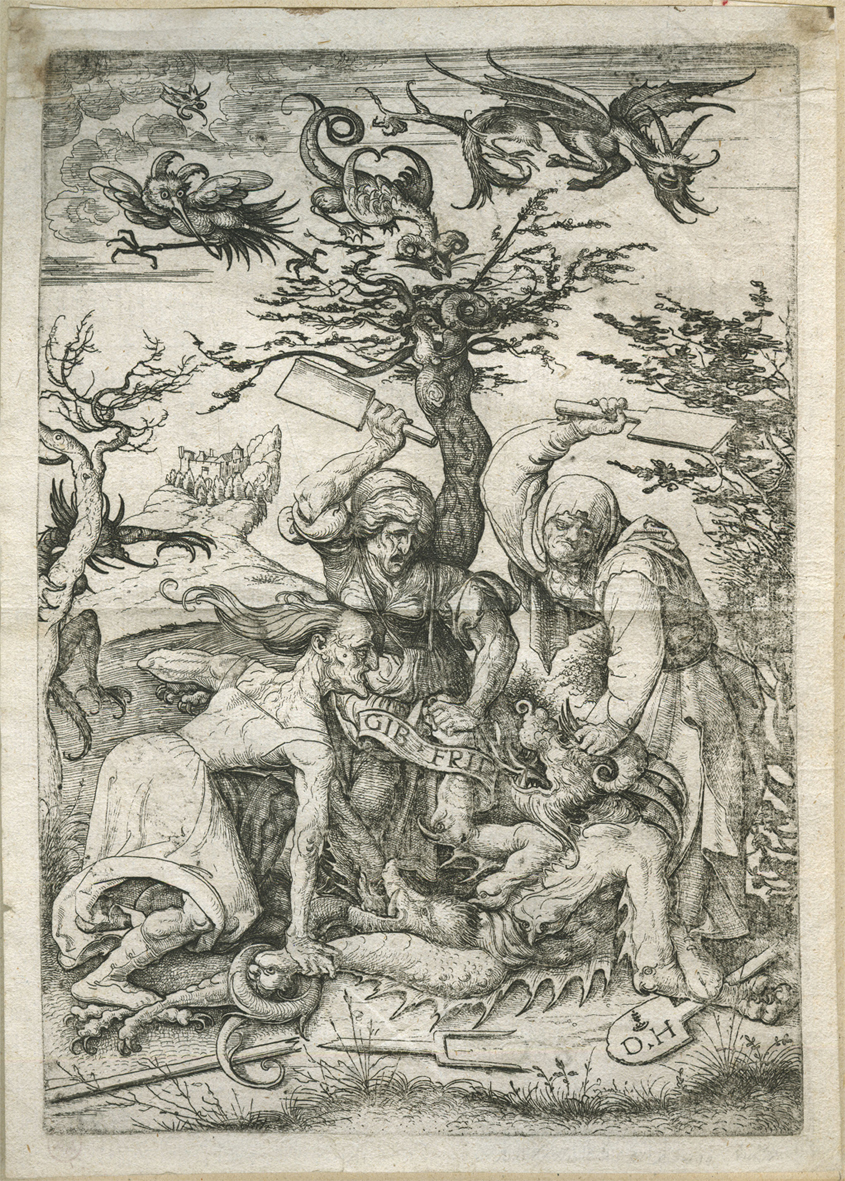
Gib Frid.

Daniel Hopfer (1470, Kaufbeuren-1536, Augsburgo) fue un grabador alemán de estilo manierista. Se le considera el primero en utilizar el aguafuerte como técnica de grabado, antes del 1500, con anterioridad a Durero. También trabajó la xilografía. 
Daniel Hopfer se familiarizó con el uso del aguafuerte en la decoración de armaduras, periodo del que se ha conservado una espada en el  Germanisches Nationalmuseum de Núremberg. Ese tratamiento con ácido de los metales se conocía en Europa desde 1400 aproximadamente y su uso para decorar armaduras llegó a Alemania posiblemente desde Italia a finales del siglo XV.
Tuvo tres hijos, Jörg, Hieronymus y Lambert, estos dos últimos continuadores del oficio de su padre, Hieronymus en Núremberg y Lambert en Augsburgo. Los dos hijos de Jörg, Georg y Daniel, también fueron famosos grabadores, patrocinados por Maximiliano II de Habsburgo, cuyo sucesor, Rodolfo II de Habsburgo, ennobleció a Georg. Los Hopfer realizaron todo tipo de obras, especialmente copias de otros artistas como Andrea Mantegna, Albrecht Dürer, Jacopo de' Barbari, Marcantonio Raimondi y Albrecht Altdorfer, entre otros.

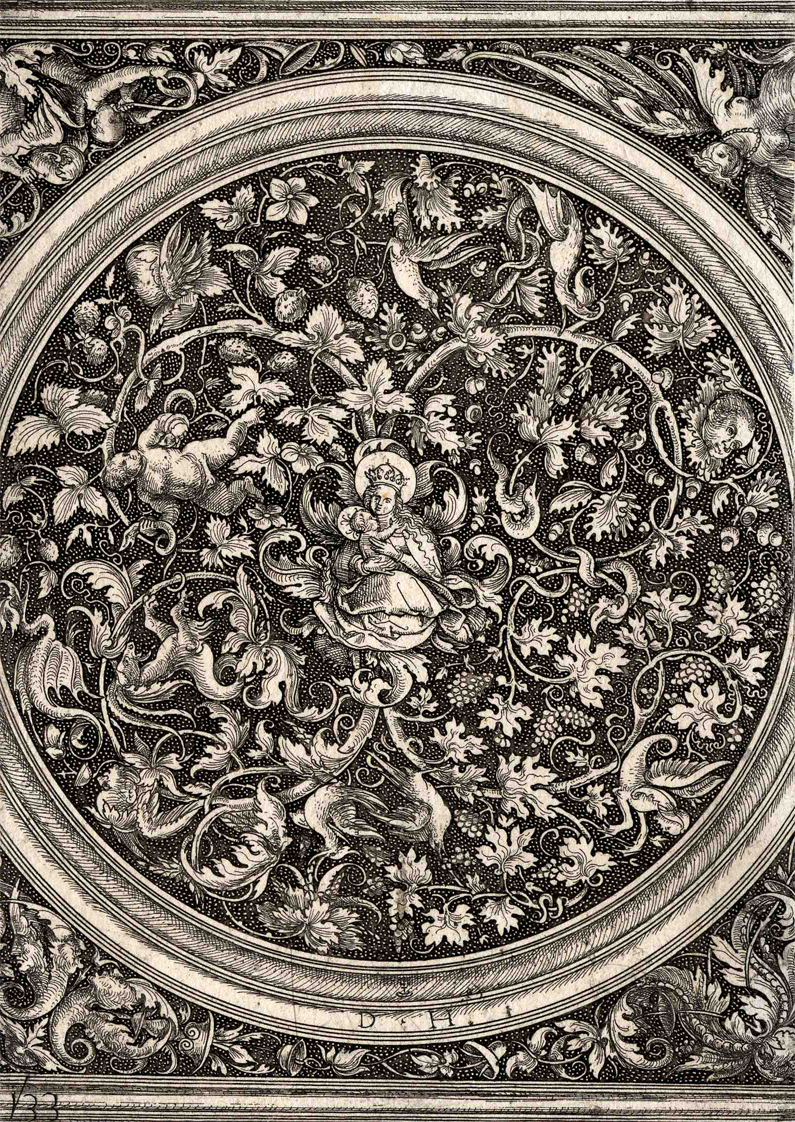
La Virgen con el Niño.